# Becarios (serie)
Becarios una serie de humor de sketches que se emitió en la web de Telecinco, en móviles y a través de la TDT en el canal La Siete. Becarios se dividía en capítulos de 4 a 6 minutos de duración, que se colgaban en la web todos los jueves.
Cada capítulo gira en torno a una fotocopiadora muy particular que en algún momento que otro tiene vida propia. La serie destaca por su tiro de cámara y un primer plano ligeramente picado.
La serie fue concebida inicialmente para ser emitida por Internet siendo estrenada en la web de la cadena el 17 de marzo de 2008. Posteriormente, dio el saltó a la televisión, siendo estrenada en el canal Factoría de Ficción el 13 de abril de 2008.

## Ficha técnica
- Creador y productor ejecutivo: Riccardo Marino
- Dirección: Carlos Ginesta
- Guion: Diego Larrinaga, Miguel Ángel Barquero y Guillermo de la Vega.
- Cabecera: Euforia Creative Studios
- Interpretación: Diego Larrinaga Royo (Diego), Marta Márquez (Marta), Guillermo de la Vega (Willy) y Alejandra Arias (Alejandra) y estrellas invitadas.
- Música original: Carlos Sánchez-Seco (Diluvio)
- País: España
- Estreno: 17 de marzo de 2008

## Reparto

### Actores principales
|                                                   | Personaje Famoso     | Papel |
| ------------------------------------------------- | -------------------- | ----- |
| Bandera de España · Bandera de Galicia            | Guillermo de la Vega | Willy |
| Bandera de España · Bandera del País Vasco        | Diego Larrinaga      | Diego |
| Bandera de España · Bandera de Castilla-La Mancha | Marta Márquez        | Marta |
| Bandera de España · Bandera de Andalucía          | Alejandra Arias      | Elena |

### Actores secundarios
| Personaje Famoso | Papel               |
| ---------------- | ------------------- |
| Miriam Sánchez   | Miriam "Jefa cruel" |
| Pipi Estrada     | Pipi                |
| Tamara Gorro     | Tamara              |
| Ismael Beiro     | Ismael              |
| Antonio Lobato   | Antonio             |
| Indhira Kalvani  | Indhira             |
| Amaia Salamanca  | Amaia               |
| Darek Dabrowski  | Darek               |
| Jaime Peñafiel   | Jaime               |
| Juliana Restrepo | Juliana             |
| Adriana Abenia   | Adriana             |